# ハーゲン・ポアズイユ流れ
ハーゲン・ポアズイユ流れ（ハーゲン・ポアズイユながれ、英語: Hagen–Poiseuille flow）とは、管径が一定の円管を流れる粘性をもつ流体（非圧縮性のニュートン流体）の定常層流解、つまり円形の管の中をゆっくり流れる水などの流れ方に関する厳密解である。このような流れでは非圧縮性ニュートン流体の運動方程式であるナビエ・ストークス方程式を解析的に解くことができ、この流れは数少ない厳密解のうち最も有名でかつ重要な流れである。
特にハーゲン・ポアズイユの法則（英語: Hagen-Poiseuille law）またはハーゲン・ポアズイユの式（英語: Hagen–Poiseuille equation）と言った場合には、このような流れにおける（体積）流量に関する公式のことを指す。また、「ハーゲン」を省略してポアズイユ流れとも呼ばれるが、概要で説明されるようにこの呼び方は正当な評価とは言えない。

## 概要
粘性流体が管径が一定の円管を層流で流れる場合、その流速分布は、厳密に
{\displaystyle u(r)={\frac {gI_{e}}{4\nu }}\left(a^{2}-r^{2}\right)}
となる。ここに、u は流下方向の流速、r は円管中心からの半径方向の距離（0 < r < a ）、g は重力加速度、Ie は動水勾配またはエネルギー勾配、νは動粘性係数、a は円管の半径である。この式は、円管内を層流で流れる粘性流体の速度分布が放物線を描くことを表す。
この流速分布は、1839年にドイツのゴットヒルフ・ハーゲン（土木技術者で、下水道などの設計をしていた）が、1840年にフランスのジャン・ポアズイユ（医師で、血流の研究をしていた）がそれぞれ別々に発見した。それで、このような流れの解をハーゲン・ポアズイユ流れと呼ぶ。ヨーロッパなど、特に技術者より医師の方が社会的地位が高いと考えられていた地域などでは、技術者であるハーゲンの名前をあえて省き、単にポアズイユ流れと呼ぶこともあるが、これは正当な評価とは言えない。
この方程式はナビエ・ストークス方程式（レイノルズ方程式）において、
1. 乱れ変動がなくレイノルズ応力（英語版）がゼロである（層流条件）
2. 流れは定常（時間的に変化しない）
3. 断面方向に流れない（流下方向のみに流れる）
4. 流体は連続体としてふるまう
5. 壁面において流体の速度0（スリップしない）

という条件から導くことが出来る。しかし、先に述べたハーゲンとポアズイユは、このナビエ・ストークス方程式を十分に理解してこの流速分布を誘導したのではなく、実験を行ってその観察などからこの法則を発見したと考えられている。

## ハーゲン・ポアズイユの式
前述した流速分布式を断面で積分することにより、以下の（体積）流量Q に関するハーゲン・ポアズイユの式が得られる。
{\displaystyle Q=\int _{0}^{a}u(r)\cdot 2\pi rdr={\frac {\pi gI_{e}}{8\nu }}a^{4}}
ここで、各記号の意味は前述と同じである。
これを変形すると、
{\displaystyle \nu ={\frac {\pi ga^{4}}{8Q}}I_{e}}
となり、半径a の円管を用意し、そこに粘性流体を層流で流したときに流れる流量Q 、及び円管内の2点間のピエゾ水頭をピエゾメータで計測して動水勾配Ie を測定できれば、その流体の動粘性係数νを求めることができる。

## ダルシー・ワイスバッハの式との関係
この結果を、ダルシー・ワイスバッハの式：
{\displaystyle I_{e}=f\cdot {\frac {1}{2a}}\cdot {\frac {\bar {u}}{2g}}}
{\displaystyle {\bar {u}}={\frac {Q}{\pi a^{2}}}} ：平均流速
に代入することで、摩擦損失係数f とレイノルズ数：
{\displaystyle Re={\frac {{\bar {u}}\cdot 2a}{\nu }}}
の関係が次式で与えられる。
{\displaystyle f={\frac {64}{Re}}}